# Schäferbrunnen (Oberursel)

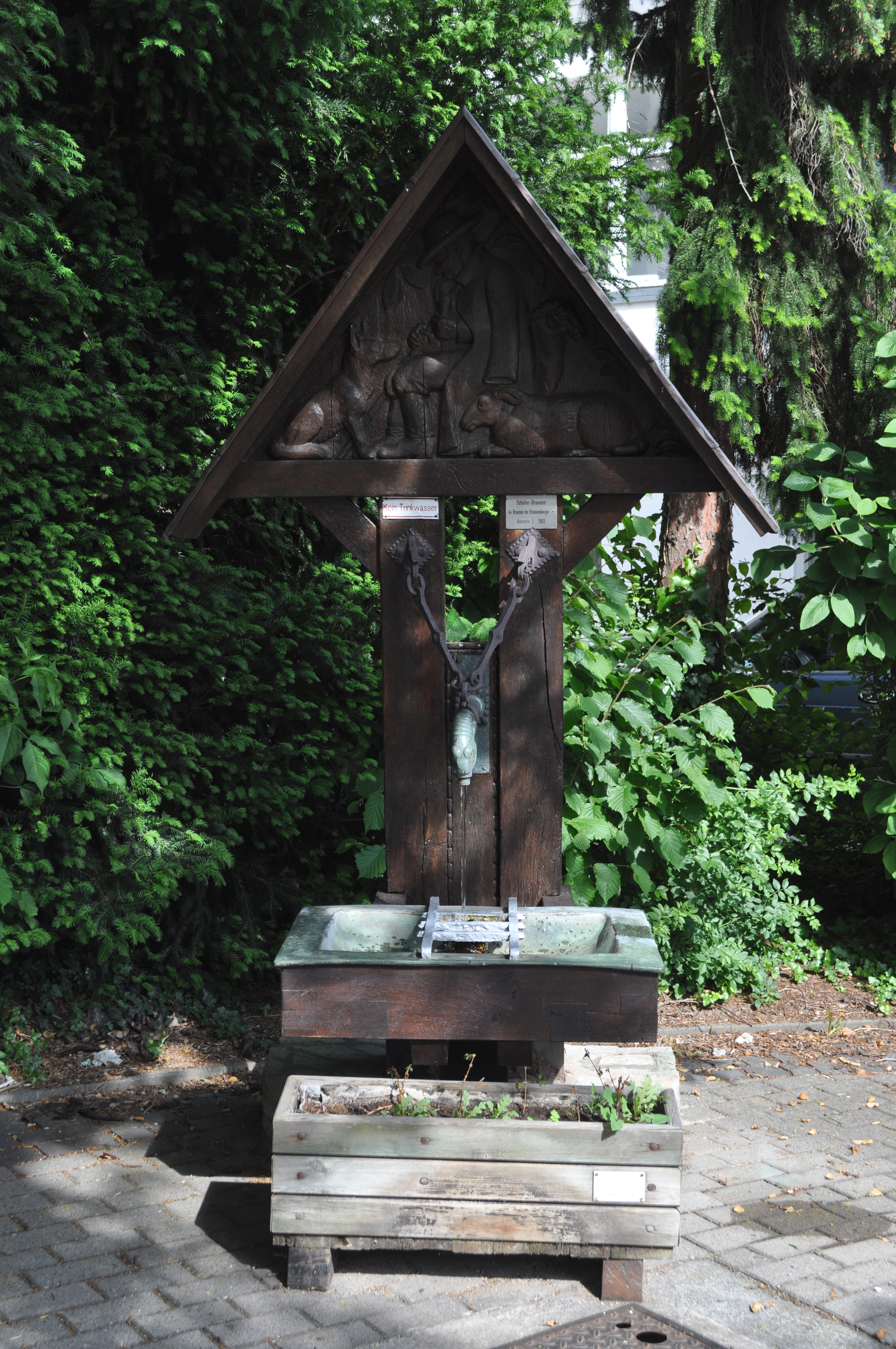
Schäferbrunnen Oberursel

In Oberursel gibt es seit 1935 einen aus Eichenholz geschnitzten Schäferbrunnen. Geschaffen hatte diesen der Holzbildhauer Kurt Winter aus Oberursel. Der Brunnen wurde 1935 während des Heimatfestes eingeweiht. Gestiftet hatte diesen der damalige Oberurseler Bürger- und Verkehrsverein.
Am Tag seiner Einweihung an seinem vormaligen Standort an der sogenannten Weed sprudelte kein Wasser, sondern Apfelwein. Anfang der 1960er Jahre bekam er seinen jetzigen Standort in der Korfstraße zugewiesen. Es ist der Brunnen der Brunnenkönigin Annette I, 1983.